# Guillermo Pereira Íñiguez
Guillermo Pereira Íñiguez (Santiago, 6 de noviembre de 1873 - Santiago, 30 de junio de 1942) fue un político, abogado y diputado chileno.
Hijo de Luis Pereira Cotapos y Carolina Íñiguez Vicuña. Estudió en el Colegio San Ignacio, donde se recibió de Bachiller y luego pasó a la Universidad de Chile, donde se licenció en Derecho con una tesis titulada "El Desheredamiento y la Libertad de Testar". Juró como abogado el 11 de enero de 1897. Casado con Isabel Irarrázaval Correa.

## Actividades Públicas
- Militante del Partido Conservador desde 1895.
- Diputado por Ancud, Quinchao y Castro (1900-1903); miembro de la comisión permanente de Gobierno y Policía Interior.
- Miembro de la Delegación de Chile a la firma del Tratado de Paz y Amistad con Bolivia, en La Paz (1903).
- Diputado por Ancud, Quinchao y Castro (1903-1906); formó parte de la comisión permanente de Instrucción Pública.
- Diputado por Ancud, Quinchao y Castro (1906-1909); integrante de la comisión permanente de Relaciones Exteriores.
- Secretario General del Partido Conservador (1907-1909).
- Diputado por Ancud, Quinchao y Castro (1909-1912); figuró en la comisión permanente de Legislación y Justicia.
- Inauguró su compañía de comercialización de productos agrícolas en el valle de Colchagua (1910).
- Vicepresidente de la Cámara de Diputados (7 de enero-15 de mayo de 1912)
- Diputado por Ancud y Quinchao (1912-1915); integró la comisión permanente de Relaciones Exteriores y Colonización.
- Representante de Chile a las fiestas centenarias de las Cortes de Cádiz, España (1912).
- Delegado de Chile al Congreso Internacional de Agricultura, celebrado en Gante, Bélgica (1913).
- Diputado por Ancud y Quinchao (1915-1918); miembro de la comisión permanente de Relaciones Exteriores y Colonización.
- Ministro de Relaciones Exteriores (1918).
- Diputado por Ancud y Quinchao (1918-1921); integrante de la comisión permanente de Gobierno Interior y Reglamento.
- Delegado de Chile en la Embajada en Argentina, a la inauguración del monumento a Bernardo O'Higgins en Buenos Aires (1919).
- Diputado por Ancud y Quinchao (1921-1924); formó parte de la comisión permanente de Relaciones Exteriores y Colonización.

Tras el movimiento militar dirigido por el general Luis Altamirano, que derrocó al gobierno del presidente Arturo Alessandri Palma, el 11 de septiembre de 1924, abandonó la labor política activa, manteniendo su liderazgo al interior del Partido Conservador.

- Director del Banco Popular (1930).
- Socio del Club de La Unión y miembro honorario del Club Ibero Americano.
- Condecorado con la "Cruz de San Gregorio Magno", otorgada por la Santa Sede; la "Medalla de Oro de las Cortes de Cádiz", otorgada por el rey de España y la "Placa de Comendador de la Orden de Cristo", otorgada por el gobierno de Portugal.